# ピスケン
ピスケン（PISS・KEN、1964年7月24日 - ）は、日本の小説家、編集者。宮城県古川市（現大崎市）出身。ピスケンの由来はPANTAの曲「P.I.S.S.」から。

## 経歴
1964年(昭和39年)、宮城県古川市に生まれ、スラム団地で育つ。
1982年に受験で上京。翌1983年、19歳の浪人時代は沖縄県那覇市で暮らす。1984年春に再び上京し、日大に入学するも、大学には1日も通わず、神楽坂のライブハウス「エクスプロージョン」のブッキング係となる。1年後にライブハウスを辞め、その後５年間は土方・肉体労働を主にする。大学は除籍となる。
1990年、26歳のとき平和出版に入社、成人向け雑誌の編集者(兼 男優)や、BURSTの前身となる『CRUSH CITY RIDERS』（1994年、平和出版「走り屋バトルマガジン」11月号増刊）の編集に携わる。
1995年、31歳で、コアマガジンからフリー編集長としてサブカルチャー誌『BURST』を創刊。ケロッピー前田、釣崎清隆、石丸元章、福田光睦、横戸茂らが携わっていたこの雑誌は、2005年の休刊まで約10年刊行された。また、タトゥー専門誌『TATTOO BURST』（2000年〜2013年)、『BURST HIGH』（2001年〜2007年）なども編集。
その後は作家に転身し、2001年に36歳で『バースト デイズ』を発表。第22回野間文芸新人賞候補。2006年にコアマガジンを退社後、近年はブログにてコラムや詩の執筆を行っていたり、自費出版小説ユニット「The Shelvis（ザ・シェルビス）」による小説や、詩集を発表している。

## 単行本
- 『バースト デイズ』（2000年3月、河出書房新社、ISBN 978-4309013398）
- 『曽根 賢　短編作品集1』 (2015年, タコシェ/TACO ché)
- 『曽根 賢　短編作品集2』 (2016年, タコシェ/TACO ché)
- 『曽根 賢　短編作品集3 PISS INTO MY HEROES』 (タコシェ/TACO ché)
- 『火舌詩集1 Hard Boiled Moon』(2021年、タコシェ/TACO ché)

## 単行本未収録作品
- 「桜の膳」（2006年、雑誌「群像」）
- 「ウィトゲンシュタインの結界」（「文藝」2009年秋号）

## 寄稿・執筆
- 「たのしい中央線〈4〉」（2007年, 太田出版）
- 「グラフィカ特別号　島 02号　三陸 1972-2011」（2011年, グラフィカ編集室）
- 「ワチュロウ・パーティ!! ラフィン・ノーズの世界」（2011年, 白夜書房）
- 「エロ本黄金時代」(2015年、河出書房新社)
- 「PANTA 暴走対談LOFT 編」（2019年, ロフトブックス）
- 「点線面　vol.5 荒野の詩」（2021年, POMP LAB. ポンプラボ）
- 「キャンプ日和」（2021年, 河出書房新社）
- 「コミックホットミルク」（コアマガジン）目次ページ　詩を連載